# Viola affinis
Viola affinis Leconte – gatunek roślin z rodziny fiołkowatych (Violaceae). Występuje naturalnie w Kanadzie (w prowincjach Ontario i Quebec) oraz północno-wschodnich Stanach Zjednoczonych (w Connecticut, Dystrykcie Kolumbii, Delaware, Illinois, Indianie, Marylandzie, Massachusetts, Michigan, Minnesocie, New Hampshire, New Jersey, stanie Nowy Jork, Ohio, Pensylwanii, Rhode Island, Vermoncie, Wirginii, Wirginii Zachodniej i Wisconsin). W całym swym zasięgu jest gatunkiem najmniejszej troski, ale regionalnie (w stanie Missouri) jest krytycznie zagrożony. 

## Morfologia
PokrójBylina dorastająca do 5–15 cm wysokości, tworząca kłącza.
LiścieBlaszka liściowa jest błyszcząca i ma sercowaty kształt (wąskie wiosną, lecz latem stają się znacznie szersze). Mierzy 1,5–10 cm długości oraz 1,5–10 cm szerokości, jest grubo ząbkowana na brzegu, ma nasadę od sercowatej do ściętej i ostry lub tępy wierzchołek. Przylistki są lancetowate. Ogonek liściowy jest nagi i ma 2–10 cm długości.
KwiatyPojedyncze, wyrastające z kątów pędów. Mają działki kielicha o kształcie od owalnego do lancetowatego. Płatki są odwrotnie jajowate i mają purpurową barwę i widocznym białym gardłem, trzy dolne płatki są nieco owłosione, a płatek najbardziej wysunięty na dół jest odwrotnie jajowaty, mierzy 10-22 mm długości, wyposażony w zakrzywioną ostrogę o długości 2-3 mm.
OwoceTorebki mierzące 5-10 mm długości, o elipsoidalnym kształcie.

## Biologia i ekologia
Rośnie w niskich lasach, na łąkach i brzegach cieków wodnych. Preferuje stanowiska w półcieniu, na wilgotnych glebach. Kwitnie od kwietnie do czerwca. 

## Zmienność
Gatunek ten dość trudny do rozpoznania ze względu na duże podobieństwo z fiołkiem motylkowym (V. sororia), z którym najwyraźniej jest podatny na hybrydyzację. Osobniki z orzęsionymi działkami kielicha są prawdopodobnie mieszańcami z V. septentrionalis. Ponadto nieco rzadziej spotykane są również hybrydy z V. cucullata.